# HD 182681
HD 182681，又名CD-2916140，SAO 188127、HR 7380，是一颗恒星，视星等为5.67，位于銀經9.02，銀緯-20.21，其B1900.0坐标为赤經19h 20m 37.3s，赤緯-29° -20.21′ 27″。